# Gastunk
Gastunk (ガスタンク) is een voormalig Japanse hardcore punk-band uit Tokio, geformeerd in 1983. Hun muziek had veel heavy-metalinvloeden. Voorheen 1983 speelden Baki en Baby in de hardcore punk-band The Execute. Ze hebben vaak het podium gedeeld met bands als Lip Cream, Outo, The Clay en Confuse. In 1989 zijn ze uit elkaar gegaan. 
Hedendaags doen ze incidenteel een beperkt aantal reünieshows, vaak alleen in Japan. Gastunk had ook eenmalig succes in de Verenigde Staten toen het album Mother werd uitgegeven in 1988. Het album werd  goed ontvangen en dit zorgde voor de eerste paar concerten buiten Japan.

## Bandleden

### Laatst bekende line-up
- Baki (zang)
- Tatsu (gitaar)
- Baby (basgitaar)
- Shigeru "Pazz" Kobayasho (drums) (zie ook: Doom)

### Ex-leden
- Matsumura (drums)
- Kill (drums)
- Yutaka (zang)

## Discografie

### Studioalbums
- 1985 - Deadsong
- 1987 - Under The Sun
- 1988 - Mother

### Livealbums
- 1999 - Rest In Peace

### Singles/ep's
- 1985 - Gastunk (ep)
- 1985 - Mr. Gazime (single)
- 1986 - Geronimo (single)
- 1986 - The Vanishing Signs (ep)
- 1986 - To Fans (ep)
- 1988 - Midnight Rain (ep)
- 1988 - Counter-Clock Wise (single)
- 1988 - Sunshine of Your Love (single)

### VHS
- 1988 - Smash The Wall

### Compilaties
- 1989 - The End
- 1994 - Heartful Melody (1983-1988)
- 2002 - Early Singles